# Patty Smyth

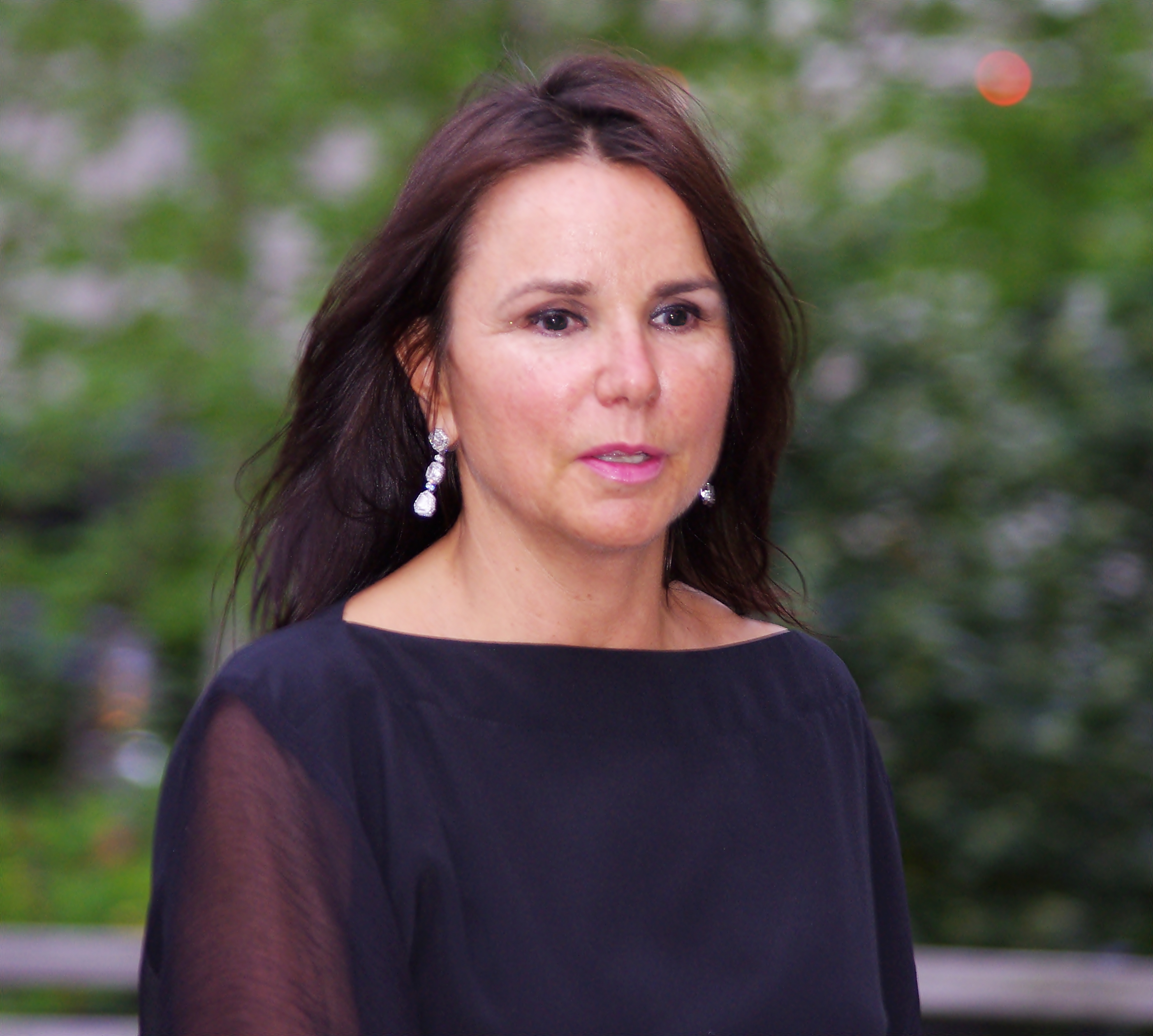
Patty Smyth (2011)

Patricia „Patty“ Smyth (* 26. Juni 1957 in New York City) war in den 1980er Jahren Sängerin und Frontfrau der Gruppe Scandal. Sie verließ die Band 1984 und begann eine Solokarriere.

## Leben

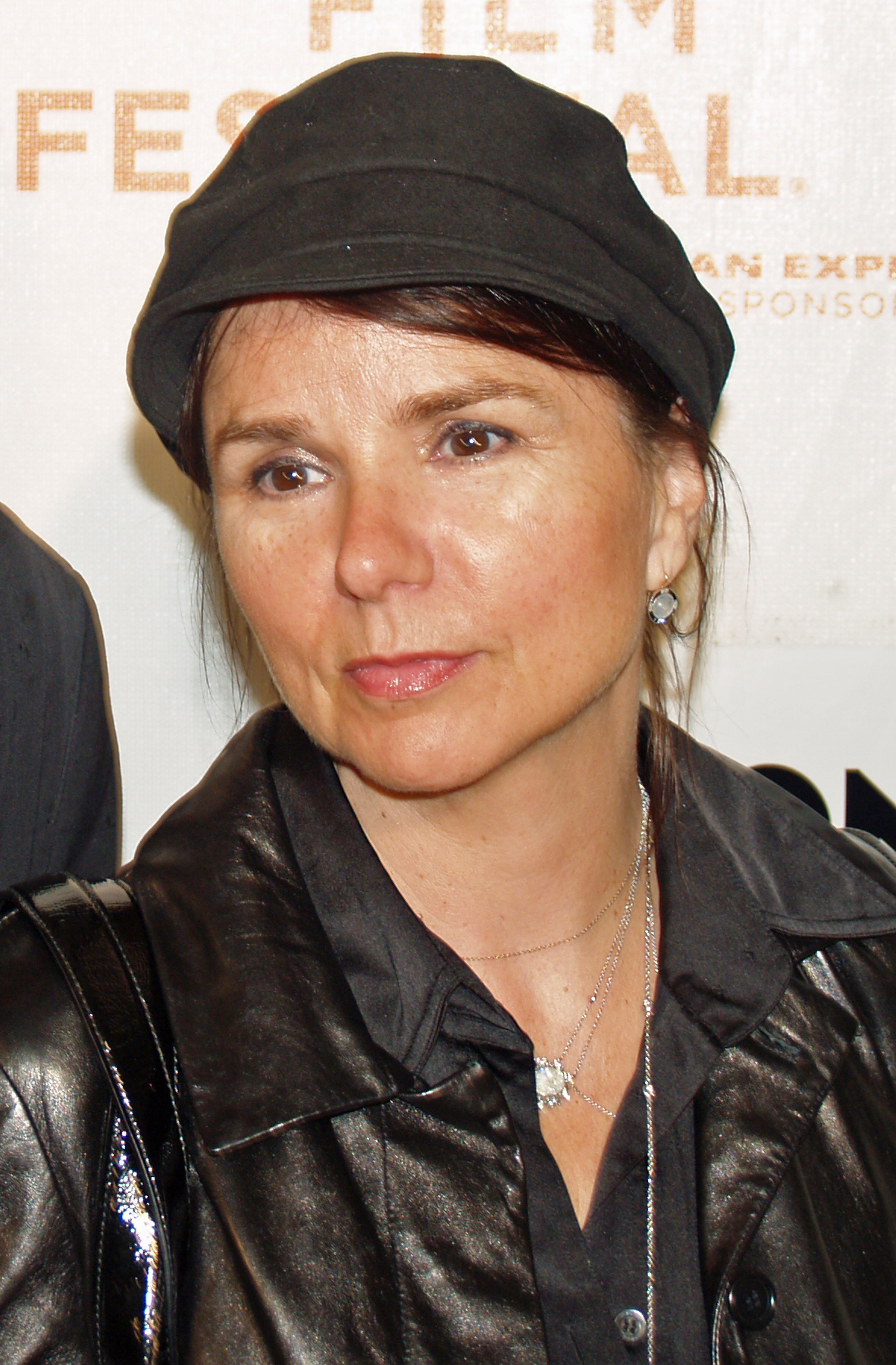
Patty Smyth beim Tribeca Film Festival (2008)

Patty Smyth verbrachte ihre Kindheit in Queens, Brooklyn und Manhattan. Mit 15 hatte sie ihren ersten Auftritt in einem lokalen Musikclub. In dem Club ihrer Mutter probte sie mit ihrer ersten, namenlos gebliebenen Band, bis sie später Patty and the Planets gründete. Mit Nebenjobs hielt sie sich über Wasser.
1982 stieg sie bei Scandal ein und veröffentlichte mit der Band die selbstbetitelte EP und das Album The Warrior (1984).
Nach dem Ausstieg von David Lee Roth wurde ihr der Sangesposten bei Van Halen angeboten, doch sie lehnte ab.
1985 heiratete Smyth den Punkmusiker Richard Hell, ihre gemeinsame Tochter Ruby wurde im selben Jahr geboren. Die Ehe war nur von kurzer Dauer. Bereits bei der Veröffentlichung ihres ersten Soloalbums Never Enough war das Paar geschieden.
Den Durchbruch schaffte sie mit ihrem zweiten Album Patty Smyth (1992). Ihr wohl bekanntestes Stück Sometimes Love Just Ain’t Enough entstand im Duett mit Don Henley. Der Song war im Oktober 1992 für zwei Wochen auf Platz 2 der Billboard Charts und im Februar 1993 für einen Grammy nominiert. Die Single und das Album erreichten in den USA Goldstatus. Bereits 1984 und 1989 hatte sie auf Alben des ehemaligen Eagles-Schlagzeugers und -Gitarristen im Background gesungen.
1994 schrieb sie zusammen mit James Ingram, James Newton Howard und Carole Bayer Sager den Song Look What Love Has Done für den Soundtrack des Films Junior. Dieser Song war sowohl für einen Golden Globe als auch für einen Oscar nominiert, ging jedoch bei beiden Verleihungen leer aus.
1997 heiratete sie auf Hawaii den Tennisspieler John McEnroe, mit dem sie zwei gemeinsame Kinder hat. 1998 beteiligte sich Smyth am Soundtrack zu dem Film Armageddon.
Im Rahmen eines Specials auf VH1 kam es 2001 zu einer Reunion von Scandal. Seitdem spielt die Band wieder sporadisch live.

## Diskografie

### Alben
| Jahr | Titel        | Höchstplatzierung, Gesamtwochen, AuszeichnungChartplatzierungen (Jahr, Titel, Platzierungen, Wochen, Auszeichnungen, Anmerkungen) | Höchstplatzierung, Gesamtwochen, AuszeichnungChartplatzierungen (Jahr, Titel, Platzierungen, Wochen, Auszeichnungen, Anmerkungen) | Anmerkungen                                   |
| Jahr | Titel        | DE | US | Anmerkungen                                   |
| ---- | ------------ | --- | --- | --------------------------------------------- |
| 1982 | Scandal (EP) | — | US39 Gold · (32 Wo.)US | Erstveröffentlichung: 1982 mit Scandal        |
| 1984 | Warrior      | — | US17 Platin · (41 Wo.)US | Erstveröffentlichung: August 1984 mit Scandal |
| 1987 | Never Enough | — | US66 (20 Wo.)US | Erstveröffentlichung: 1987                    |
| 1992 | Patty Smyth  | DE88 (5 Wo.)DE | US47 Gold · (34 Wo.)US | Erstveröffentlichung: August 1992             |

Weitere Alben
- 1992: Scandalous
- 1998: Greatest Hits
- 2006: We are the ’80s
- 2015: Come on December

### Singles
| Jahr | Titel Album                                  | Höchstplatzierung, Gesamtwochen, AuszeichnungChartplatzierungen (Jahr, Titel, Album, Platzierungen, Wochen, Auszeichnungen, Anmerkungen) | Höchstplatzierung, Gesamtwochen, AuszeichnungChartplatzierungen (Jahr, Titel, Album, Platzierungen, Wochen, Auszeichnungen, Anmerkungen) | Höchstplatzierung, Gesamtwochen, AuszeichnungChartplatzierungen (Jahr, Titel, Album, Platzierungen, Wochen, Auszeichnungen, Anmerkungen) | Höchstplatzierung, Gesamtwochen, AuszeichnungChartplatzierungen (Jahr, Titel, Album, Platzierungen, Wochen, Auszeichnungen, Anmerkungen) | Anmerkungen                                        |
| Jahr | Titel Album                                  | DE | AT | UK | US | Anmerkungen                                        |
| ---- | -------------------------------------------- | --- | --- | --- | --- | -------------------------------------------------- |
| 1982 | Goodbye to You Scandal                       | — | — | — | US65 (11 Wo.)US | Erstveröffentlichung: November 1982 mit Scandal    |
| 1983 | Love’s Got a Line on You Scandal             | — | — | — | US59 (13 Wo.)US | Erstveröffentlichung: März 1983 mit Scandal        |
| 1984 | The Warrior Warrior                          | — | — | UK86 (2 Wo.)UK | US7 (21 Wo.)US | Erstveröffentlichung: Juni 1984 mit Scandal        |
| 1984 | Hands Tied Warrior                           | — | — | — | US41 (13 Wo.)US | Erstveröffentlichung: Oktober 1984 mit Scandal     |
| 1985 | Beat of a Heart Warrior                      | — | — | — | US41 (14 Wo.)US | Erstveröffentlichung: Januar 1985 mit Scandal      |
| 1987 | Never Enough                                 | — | — | — | US61 (11 Wo.)US | Erstveröffentlichung: Februar 1987                 |
| 1987 | Downtown Train Never Enough                  | — | — | — | US95 (2 Wo.)US | Erstveröffentlichung: Juni 1987                    |
| 1992 | Sometimes Love Just Ain’t Enough Patty Smyth | DE51 (14 Wo.)DE | AT28 (2 Wo.)AT | UK22 (6 Wo.)UK | US2 Gold · (24 Wo.)US | Erstveröffentlichung: August 1992 feat. Don Henley |
| 1992 | No Mistakes Patty Smyth                      | — | — | — | US33 (16 Wo.)US | Erstveröffentlichung: Dezember 1992                |
| 1993 | I Should Be Laughing Patty Smyth             | — | — | — | US86 (4 Wo.)US | Erstveröffentlichung: Juni 1993                    |

## Auszeichnungen für Musikverkäufe
| Goldene Schallplatte - Australien - 1992: für die Single Sometimes Love Just Ain’t Enough |

Anmerkung: Auszeichnungen in Ländern aus den Charttabellen bzw. Chartboxen sind in ebendiesen zu finden.
| Land/RegionAuszeichnungen für Musikverkäufe (Land/Region, Auszeichnungen, Verkäufe, Quellen) | Gold     | Platin  | Verkäufe  | Quellen     |
| -------------------------------------------------------------------------------------------- | -------- | ------- | --------- | ----------- |
| Australien (ARIA)                                                                            | Gold1    | —       | 35.000    | aria.com.au |
| Vereinigte Staaten (RIAA)                                                                    | 3× Gold3 | Platin1 | 3.500.000 | riaa.com    |
| Insgesamt                                                                                    | 4× Gold4 | Platin1 |           |             |